# Oreoparnus delevei
Oreoparnus delevei is een keversoort uit de familie ruighaarkevers (Dryopidae). De wetenschappelijke naam van de soort werd in 1975 gepubliceerd door Leleup.